# Чёрный Баламут
«Чёрный Баламут» — роман-трилогия, написанный в 1997—1998 году Генри Лайоном Олди и состоящий из книг «Гроза в Безначалье», «Сеть для миродержцев», «Иди куда хочешь». Роман опирается на образы древнеиндийских эпосов «Рамаяна» и «Махабхарата», а также на ряд других легенд и преданий Древней Индии, и повествует о предыстории Великой Битвы на поле Куру и вознесении Кришны Джанарданы (чьё имя дословно переводится с санскрита как «Чёрный Баламут»). Кроме того, «Чёрный Баламут» представляет собой своеобразный «оммаж» (почтительное упоминание, дань уважения) роману Р. Желязны «Князь Света» (1967).
Роман содержит несколько различных по идейной направленности сюжетных линий. Часто причисляется к жанру фэнтези, хотя более точным будет определение «мифологическое фэнтези». Считается, что «Чёрный Баламут» начинает новую, «постмодернистскую» линию в творчестве Г. Л. Олди.
«Чёрный Баламут» с восторгом приняли читатели, но критики разошлись в оценке романа.

## Сюжет
Одной из особенностей романа является очевидное расхождение его финала и сюжетной линии Кришны, аватары Вишну, с буквой и духом канонического эпоса. Признанная многими великим текстом, учащим любви, миру и добродетели «Бхагавадгита» в трилогии становится таинственной и страшной Песнью Господа (что является буквальным переводом названия), орудием Кришны в порабощении полчищ, съехавшихся для битвы на Курукшетре.
Кроме того, бывшие в эпосе главными положительными героями братья Пандавы (признанные сыновья царя Панду, на самом деле являющиеся сыновьями его жен и различных богов) — Юдхиштхира, Бхимасена, Арджуна, Накула и Сахадева — также не являются основными протагонистами трилогии. Вместо этого повествование ведётся попеременно от лица Индры-Громовержца и трёх учеников Рамы-с-топором — Гангеи-Бхишмы, Наставника Дроны и Карны-Секача, — игравших антагонистичные роли в оригинальном эпосе.
Сюжет произведения разворачивается в так называемом индийском «номосе» мифологической мультивселенной Олди (см. Теория Семёнова-Зусера).

## Литературные особенности
«Чёрный Баламут» — роман об ответственности творца за своё творение, одна из основных идей романа состоит в том, что даже лучшие намерения, осуществлённые с нарушением свободы воли, могут оказаться смертельно опасными.
В романе сильно выражены психологические мотивы, присутствует духовная эволюция нескольких главных персонажей. Критик Михаил Зислис отмечает, что стилизация в романе «столь полна, что можно заподозрить в писавшем современника событий», в то же время мастерская игра словами «сразу выдаёт в авторе русскоязычного». Образы, выписанные в романе, кинематографически очень зримы, у каждого персонажа в «Чёрном Баламуте» собственное, легко отличимое лицо. При этом нет ни одного до конца положительного героя. Как и во многих других книгах Олди, «кульминационная точка находится в двух третях от начала. А потом… не отпускающее до последней строчки напряжение».